# Hubertine Rose Éholie
Hubertine Rose Éholie, née le 23 mai 1934 à Tenkodogo et morte le 11 mai 2019, est une chimiste ivoirienne. Elle a eu une longue carrière à l'université Félix-Houphouët-Boigny à Abidjan et a pris sa retraite en 2015. Elle milite contre le fossé des genres dans le milieu universitaire.

## Carrière
Hubertine Rose Éholie est née le 23 mai 1934 au Burkina Faso, alors partie de la colonie française de la Côte d'Ivoire. Elle a étudié à l'université de Poitiers et a reçu un certificat d'études supérieures en mathématiques, physique, chimie en 1957, et un certificat d'études spécialisées en métallurgie, chimie et physique dans les années 1960. Éholie a reçu son diplôme de doctorat en ingénierie (en) en 1966 puis son habilitation universitaire en 1971 par l'université Félix-Houphouët-Boigny.
Éholie enseigne au lycée classique d'Abidjan avant une longue carrière à l'université d'Abidjan. Elle a commencé comme adjointe d'enseignement, avant de devenir maître-assistante et maître de conférences à la Faculté des sciences. Elle est devenue maître de conférences, professeure, puis professeure titulaire de la Faculté des sciences et techniques. Ses spécialités sont la cristallographie, l'électromagnétisme, les verres, le système argent-arsenic-sélénium, les semi-conducteurs et les composés ternaires. Elle a été élue membre de la Third World Academy of Sciences (maintenant connue sous le nom de The World Academy of Sciences, TWAS), pour la région de l'Afrique subsaharienne, en 1987, et elle est l'une de seulement 88 fellows élus de la région (en 2017). Elle a pris sa retraite en 2015.
Elle a écrit un article en 1988 pour une conférence de l'Agence canadienne de développement international et de la Third World Academy of Sciences intitulée « Le rôle des femmes dans le développement scientifique et technologique du tiers-monde: le cas de la Cote d'Ivoire ». Elle est une critique du fossé des genres au détriment des femmes dans le milieu universitaire en Côte d'Ivoire, en particulier dans le domaine des sciences.